# RHEB
RHEB — ГТФ-связывающий белок, относящийся к суперсемейству Ras, который экспрессируется во всех тканях у позвоночных животных и участвует в регуляции клеточного цикла. У человека он кодируется геном  Rheb. Белок представлен в виде мономера длиной 184 аминокислоты, массой 21 кДа. Это мембранный белок с ГТФазной активностью.

## Функция
RHEB участвует в регуляции сигнального пути mTOR. Он содержится в повышенном количестве в коре головного мозга и необходим для нормального формирования олигодендроцитов, которые образуют миелиновую оболочку отростков нейронов.

## Взаимодействия
Rheb,как было выявлено, взаимодействует с:
C-Raf, Mammalian target of rapamycin, TSC2, ATM, KIAA1303 ATR.